# Schizocarpum
Schizocarpum là một chi thực vật có hoa trong họ Cucurbitaceae.

## Loài
Chi Schizocarpum gồm các loài: